# 天見駅
天見駅（あまみえき）は、大阪府河内長野市天見にある、南海電気鉄道高野線の駅。駅番号はNK73。
単線時代からの在来駅であり、高野線における大阪府最南端の駅である。そのため孝子駅と同様に一部の1Dayチケットなど大阪府内のみ有効なチケットは当駅までしか利用できない。南隣の紀見峠駅とは3.7km離れており、高野線では駅間距離が最も長い。
また、奥河内の名所である岩湧山や天見温泉の最寄駅でもある。

## 歴史
- 1915年（大正4年）

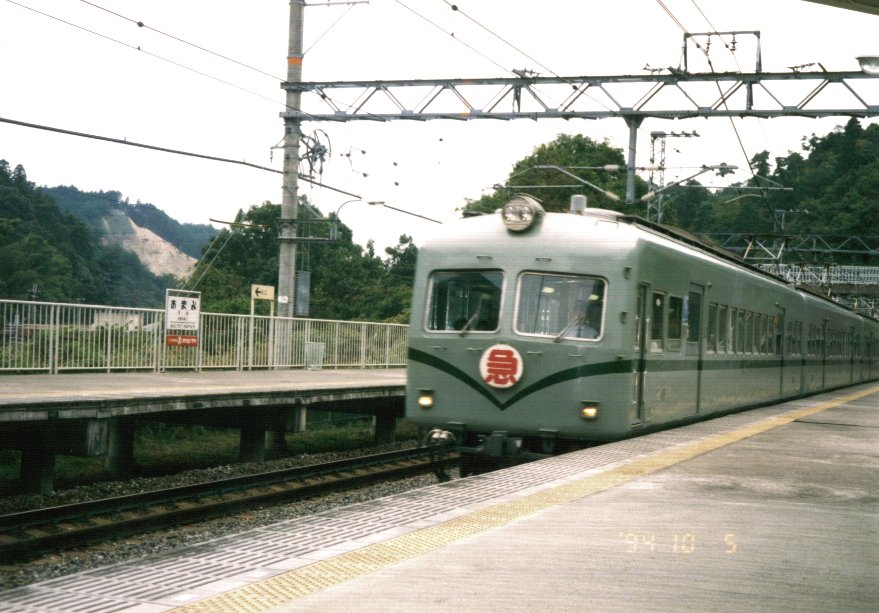
天見を通る21000系（1994年10月）

  - 3月11日：高野登山鉄道の三日市町駅 - 橋本駅間延伸と同時に開業。
  - 4月30日：社名変更により大阪高野鉄道の駅となる。
- 1922年（大正11年）9月6日：会社合併により南海鉄道の駅となる。
- 1944年（昭和19年）6月1日：会社合併により近畿日本鉄道の駅となる。
- 1947年（昭和22年）6月1日：路線譲渡により南海電気鉄道の駅となる。
- 1979年（昭和54年）5月26日：当駅 - 紀見峠駅間複線化、ホームのみリニューアル。
- 1983年（昭和58年）6月5日：千早口駅 - 当駅間複線化[1]。
- 2012年（平成24年）4月1日：駅ナンバリングが導入され、使用を開始[2][3]。

## 駅構造

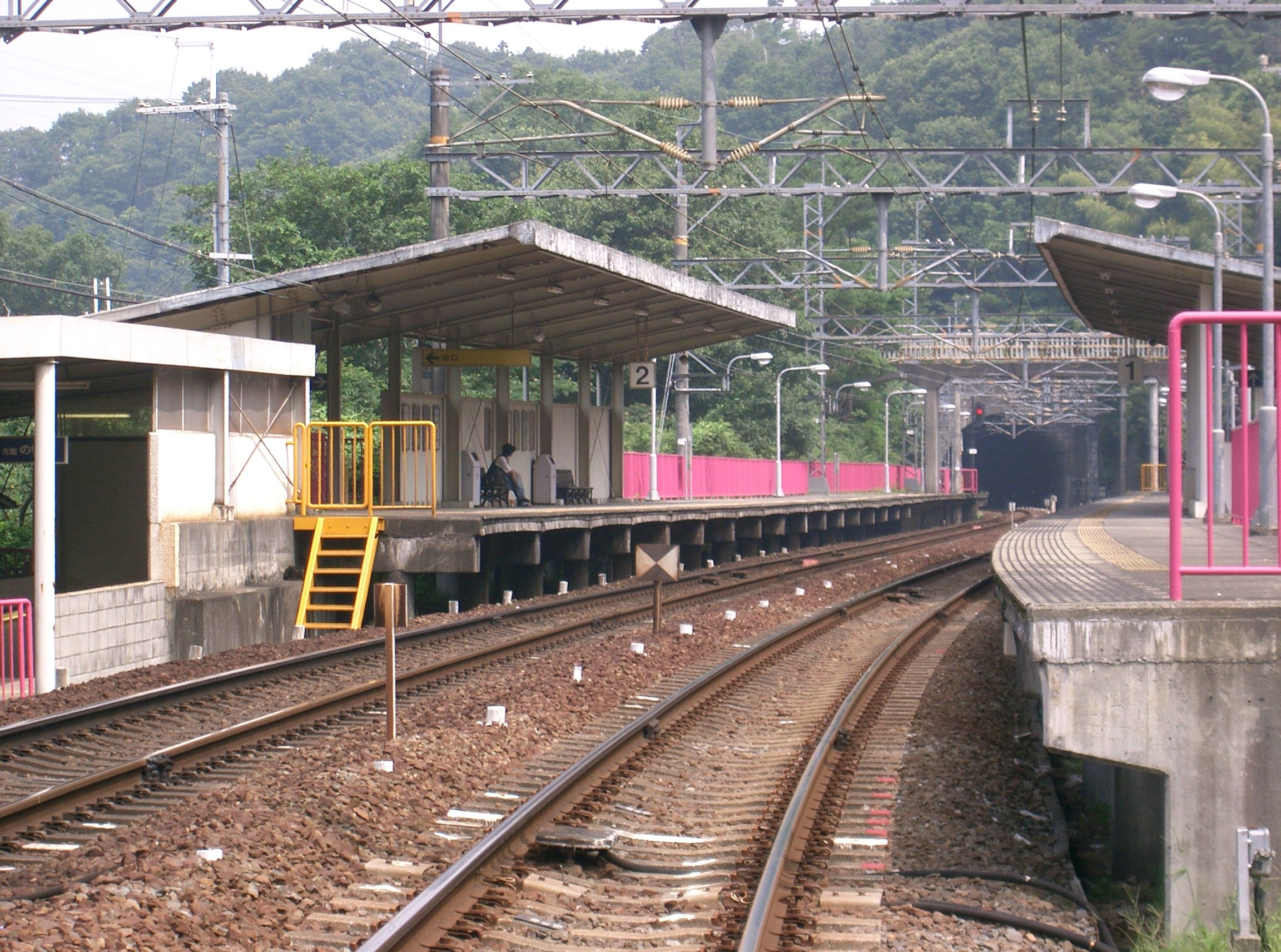
プラットホーム

相対式2面2線のホームを持つ地平駅。ホーム有効長は8両。駅舎は難波方面行ホームの高野山寄りにあり、高野山方面行ホームへは地下道で連絡している。ホームの柵はピンク色に塗られている。（同じく快速急行通過駅である千早口駅・紀見峠駅も、柵には特徴的な色が塗られている）
無人駅となっており、河内長野駅からの遠隔管理を受ける。
駅舎は単線時代からのものを有効活用しつつ、内部には近代的な設備が整う。

### のりば
| のりば | 路線   | 方向 | 行先       |
| ------ | ------ | ---- | ---------- |
| 1      | 高野線 | 下り | 高野山方面 |
| 2      | 高野線 | 上り | なんば方面 |

## 利用状況
2019年（令和元年）次の1日平均乗降人員は335人（乗車人員：164人、降車人員：171人）で、南海の駅全100駅中87位である。
また、2024年（令和6年）度の1日平均乗降人員は、297人で、南海の駅全100駅中88位である。
各年次の1日平均乗降人員数は下表の通り。
| 年次               | 1日平均 乗降人員 | 順位 | 出典          |
| ------------------ | ---------------- | ---- | ------------- |
| 2000年（平成12年） | 606              | -    | [ 府統計 1 ]  |
| 2001年（平成13年） | 621              | -    | [ 府統計 2 ]  |
| 2002年（平成14年） | 605              | -    | [ 府統計 3 ]  |
| 2003年（平成15年） | 597              | -    | [ 府統計 4 ]  |
| 2004年（平成16年） | 544              | -    | [ 府統計 5 ]  |
| 2005年（平成17年） | 535              | 85位 | [ 府統計 6 ]  |
| 2006年（平成18年） | 504              | -    | [ 府統計 7 ]  |
| 2007年（平成19年） | 481              | -    | [ 府統計 8 ]  |
| 2008年（平成20年） | 461              | -    | [ 府統計 9 ]  |
| 2009年（平成21年） | 423              | -    | [ 府統計 10 ] |
| 2010年（平成22年） | 410              | -    | [ 府統計 11 ] |
| 2011年（平成23年） | 412              | 86位 | [ 府統計 12 ] |
| 2012年（平成24年） | 411              | 87位 | [ 府統計 13 ] |
| 2013年（平成25年） | 410              | 87位 | [ 府統計 14 ] |
| 2014年（平成26年） | 386              | 87位 | [ 府統計 15 ] |
| 2015年（平成27年） | 411              | 87位 | [ 府統計 16 ] |
| 2016年（平成28年） | 403              | 87位 | [ 府統計 17 ] |
| 2017年（平成29年） | 367              | 87位 | [ 府統計 18 ] |
| 2018年（平成30年） | 367              | 87位 | [ 府統計 19 ] |
| 2019年（令和元年） | 335              | 87位 | [ 府統計 20 ] |

各年度の1日平均乗降人員数は下表の通り。
| 年度               | 1日平均 乗降人員 | 順位 | 出典       |
| ------------------ | ---------------- | ---- | ---------- |
| 2018年（平成30年） | 367              | 87位 | [ 南海 2 ] |
| 2019年（令和元年） | 336              | 87位 | [ 南海 2 ] |
| 2020年（令和02年） | 269              | 86位 | [ 南海 2 ] |
| 2021年（令和03年） | 272              | 87位 | [ 南海 3 ] |
| 2022年（令和04年） | 303              | 85位 | [ 南海 3 ] |
| 2023年（令和05年） | 294              | 85位 | [ 南海 3 ] |
| 2024年（令和06年） | 297              | 88位 | [ 南海 1 ] |

## 駅周辺

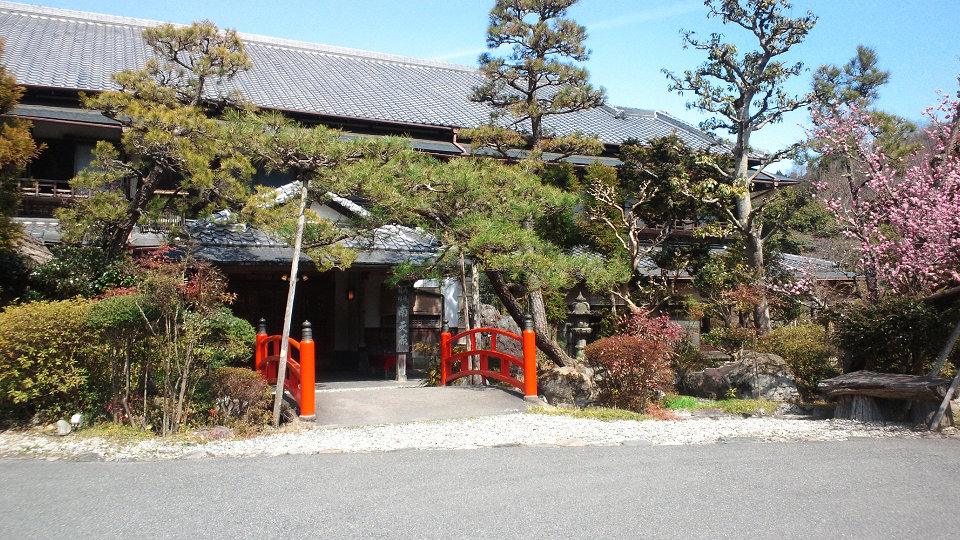
天見温泉南天苑本館

駅周辺は昔ながらの集落となっており、国の登録有形文化財に登録されている温泉旅館の南天苑がある。また、奥河内観光の岩湧山への登山口（天見コース）ともなっており、休日は登山者の姿が多く見られる。また、河内長野市立天見小学校は小規模特認校として河内長野市全域からの生徒を受け入れており、登下校時間には電車通学の生徒の利用がある。
- 天見温泉南天苑
- 岩湧山
- 河内長野市立天見小学校
- 蟹井神社
- 八幡神社

## 隣の駅
南海電気鉄道
 高野線
■快速急行
通過
■急行・■区間急行・■各停
千早口駅 (NK72) - 天見駅 (NK73) - 紀見峠駅 (NK74)

#### 利用状況の出典
大阪府統計年鑑
1. ↑  大阪府統計年鑑（平成13年） (PDF)
2. ↑  大阪府統計年鑑（平成14年） (PDF)
3. ↑  大阪府統計年鑑（平成15年） (PDF)
4. ↑  大阪府統計年鑑（平成16年） (PDF)
5. ↑  大阪府統計年鑑（平成17年） (PDF)
6. ↑  大阪府統計年鑑（平成18年） (PDF)
7. ↑  大阪府統計年鑑（平成19年） (PDF)
8. ↑  大阪府統計年鑑（平成20年） (PDF)
9. ↑  大阪府統計年鑑（平成21年） (PDF)
10. ↑  大阪府統計年鑑（平成22年） (PDF)
11. ↑  大阪府統計年鑑（平成23年） (PDF)
12. ↑  大阪府統計年鑑（平成24年） (PDF)
13. ↑  大阪府統計年鑑（平成25年） (PDF)
14. ↑  大阪府統計年鑑（平成26年） (PDF)
15. ↑  大阪府統計年鑑（平成27年） (PDF)
16. ↑  大阪府統計年鑑（平成28年） (PDF)
17. ↑  大阪府統計年鑑（平成29年） (PDF)
18. ↑  大阪府統計年鑑（平成30年） (PDF)
19. ↑  大阪府統計年鑑（令和元年） (PDF)
20. ↑  大阪府統計年鑑（令和2年） (PDF)

南海電気鉄道の1日平均利用客数
1. 1 2 3 4  南海電気鉄道株式会社 (2025年7月). “2025 HAND BOOK NANKAI”. p. 35. 2025年8月8日閲覧。
2. 1 2 3  南海電気鉄道株式会社 (2021年8月). “2021 HAND BOOK NANKAI”. p. 77. 2024年8月10日時点のオリジナルよりアーカイブ。2024年9月16日閲覧。
3. 1 2 3  南海電気鉄道株式会社 (2024年7月). “2024 HAND BOOK NANKAI”. p. 57. 2024年9月7日閲覧。